# Norîliv, Bilohirea
Norîliv (în ucraineană Норилів) este un sat în așezarea urbană Iampil din raionul Bilohirea, regiunea Hmelnîțkîi, Ucraina.

## Demografie
Componența lingvistică a localității Norîliv
     Ucraineană (100%)
Conform recensământului din 2001, toată populația localității Norîliv era vorbitoare de ucraineană (100%).